# Мальдан, Пьер
Пьер Проспер Мальдан (в русских источниках иногда Маледан, фр. Pierre Prosper Maleden; 11 августа 1800, Лимож — 31 января 1871, Париж) — французский музыкальный педагог, известный как один из первых наставников Камиля Сен-Санса и Луи Моро Готшалка.
Первоначальное обучение музыке прошёл, вероятно, в своём родном городе и лишь в 1828 г. появился в Париже, чтобы пройти дополнительный курс под руководством Франсуа Жозефа Фети. Затем в 1829—1831 гг. совершенствовался в области музыкальной теории в Дармштадте у Готфрида Вебера. Вернувшись в Лимож, основал собственную музыкальную школу, успешно действовавшую в течение десятилетия. Развивая этот успех, в 1841 г. обосновался как педагог в Париже. Опубликовал ряд методических работ, обосновывавших иной сравнительно с Парижской консерваторией подход к преподаванию начал теории и контрапункта; метод Мальдана был в известной мере принят на вооружение в Школе Нидермейера.
Сен-Санс высоко ценил роль уроков Мальдана в своей жизни и впоследствии посвятил своему учителю кантату «Свадьба Прометея» (1867). В позднейших мемуарах, однако, он описывал эти уроки так:

Время от времени возникали вопросы, по которым я не мог с ним согласиться. Тогда он аккуратно брал меня за ухо и тянул мою голову вниз, прикладывая ухом к столу на минуту-другую. Затем он спрашивал, не передумал ли я. И если я не передумывал, он размышлял над вопросом заново и нередко признавал, что я прав.